# Campeonato Africano de Atletismo de 2018 - 1500 m feminino
A prova dos 1500 metros feminino do Campeonato Africano de Atletismo de 2018 foi disputada no dia 3 de agosto, no Estádio Stephen Keshi,  em Asaba,  na Nigéria. 

## Recordes
Antes desta competição, os recordes mundiais e do campeonato nesta prova eram os seguintes:
|                       | Nome           | Nacionalidade | Tempo     | Local  | Data                |
| --------------------- | -------------- | ------------- | --------- | ------ | ------------------- |
| Recorde mundial       | Genzebe Dibaba | Etiópia       | 3m 50s 07 | Mónaco | 17 de julho de 2015 |
| Recorde do campeonato | Caster Semenya | África do Sul | 4m 01s 99 | Durban | 24 de junho de 2016 |
| Recorde africano      | Genzebe Dibaba | Etiópia       | 3m 50s 07 | Mónaco | 17 de julho de 2015 |

## Medalhistas
| Ouro               | Prata              | Bronze               |
| Winny Chebet (KEN) | Rababe Arafi (MAR) | Malika Akkaoui (MAR) |

## Cronograma
Todos os horários são locais (UTC+1). 
| Data        | Hora  | Evento |
| ----------- | ----- | ------ |
| 3 de agosto | 18:55 | Final  |

## Resultado final
| Posição           | Atleta          | Nacionalidade                  | Tempo   | Notas |
| ----------------- | --------------- | ------------------------------ | ------- | ----- |
| Medalha de ouro   | Winny Chebet    | Quênia                         | 4:14.02 |       |
| Medalha de prata  | Rababe Arafi    | Marrocos                       | 4:14.12 |       |
| Medalha de bronze | Malika Akkaoui  | Marrocos                       | 4:14.17 |       |
| 4                 | Besu Sado       | Etiópia                        | 4:15.74 |       |
| 5                 | Winnie Nanyondo | Uganda                         | 4:16.55 |       |
| 6                 | Judy Kiyeng     | Quênia                         | 4:17.26 |       |
| 7                 | Mary Kuria      | Quênia                         | 4:17.70 |       |
| 8                 | Beatha Nishimwe | Ruanda                         | 4:19.55 |       |
| 9                 | Semira Mebrahtu | Eritreia                       | 4:27.17 |       |
| 10                | Tsepang Sello   | Lesoto                         | 4:27.64 |       |
| 11                | Carla Mendes    | Cabo Verde                     | 4:29.10 |       |
| 12                | Aminata Ngalula | República Democrática do Congo | 4:31.69 |       |
| 13                | Rahel Daniel    | Eritreia                       | 5:07.72 |       |
| 14                | Liliane Nguetsa | Camarões                       | DNS     |       |
| 14                | Axumawit Embaye | Etiópia                        | DNS     |       |
| 14                | Habiba Ghribi   | Tunísia                        | DNS     |       |

Legenda
| Recorde mundial       | Recorde mundial (World record)               |                       | Recorde africano                      | Recorde africano (African) |                                           | Q | Classificado por posição (Qualified) |
| Recorde do campeonato | Recorde do campeonato (Championship record)  | Recorde da América    | Recorde da América (Americas)         | q                          | Classificado por melhor tempo (Qualified) |   |                                      |
| Melhor marca do ano   | Melhor marca do ano (World leading)          | Recorde asiático      | Recorde asiático (Asian)              | DNS                        | Não largou (Did not start)                |   |                                      |
| Recorde nacional      | Recorde nacional (National record)           | Recorde europeu       | Recorde europeu (European)            | DNF                        | Não terminou (Did not finish)             |   |                                      |
| Recorde pessoal       | Recorde pessoal do atleta (Personal best)    | Recorde da Oceania    | Recorde da Oceania (Oceania)          | DSQ / DQ                   | Desclassificado (Disqualified)            |   |                                      |
| Recorde da temporada  | Recorde da temporada do atleta (Season best) | Recorde sul-americano | Recorde sul-americano (South America) | NM                         | Sem marca (No mark)                       |   |                                      |